# Арсе, Педро
Педро Арсе Латапи (исп. Pedro Arce Latapí; родился 25 ноября 1991 года в Сальтильо, Мексика) — мексиканский футболист, полузащитник.

## Клубная карьера
Арсе — воспитанник клуба «Пуэбла». Во время предсезонных сборов Педро решил покинуть страну и иммигрировать в Испанию. Педро переехал в Европу, где продолжительное время тренировался в составе польской «Флоты», но не смог подписать контракт из-за отсутствия гражданства ЕС. Летом 2011 года Арсе всё-таки смог заключить соглашение с швейцарским «Больмом», играющим в четвёртом дивизионе страны. В начале 2013 года Педро перешёл в греческий «Анагенниси» (Яница). 17 февраля в матче против «Визаса» он дебютировал в греческой футбольной лиге. В этом поединке Педро забил свой первый гол за «Анагенниси». Летом того же года Арсе перешёл в «Кавалу». 30 сентября в матче против «Ираклиса» он дебютировал за новую команду. 1 декабря в поединке против «Тирнавоса» Педро забил свой первый гол за «Кавалу».
Летом 2014 года Арсе присоединился к «Верии». 17 декабря в матче против «Ники Волос» он дебютировал в греческой Суперлиге.
Летом 2017 года Педро вернулся на родину, подписав контракт со столичной «Америкой». 3 августа в поединке Кубка Мексики против «Атласа» Арсе дебютировал за основной состав. 15 октября в матче против «Крус Асуль» он дебютировал в мексиканской Примере.
В феврале 2019 года перешёл в греческий «Паниониос». Дебютировал в матче греческой суперлиги против «Ариса».